# Municipi de Rauna
El municipi de Rauna (en letó: Raunas novads) és un dels 110 municipis de Letònia, que es troba localitzat al centre-nord del país bàltic, i que té com a capital la localitat de Rauna. El municipi va ser creat l'any 2009 després d'una reorganització territorial.

## Ciutats i zones rurals
- Liepas pagasts (zona rural)
- Mārsnēnu pagasts (zona rural)
- Raunas pagasts (zona rural)
- Veselavas pagasts (zona rural)

## Població i territori
La seva població està composta per un total de 4.112 persones (2009). La superfície del municipi té uns 309,1 kilòmetres quadrats, i la densitat poblacional és de 13,30 habitants per kilòmetre quadrat.